# Cyclodomorphus melanops
Cyclodomorphus melanops är en ödleart som beskrevs av  Edward Charles Stirling och ZIETZ 1893. Cyclodomorphus melanops ingår i släktet Cyclodomorphus och familjen skinkar.

## Underarter
Arten delas in i följande underarter:
- C. m. melanops
- C. m. elongatus
- C. m. siticulosus